# رومان بومازان
رومان بومازان (بالأوكرانية: Помазан Роман Максимович)‏ هو لاعب كرة قدم أوكراني في مركز الدفاع، ولد في 5 سبتمبر 1994 في بيرديانسك في أوكرانيا. لعب مع ميتالوره زابورجيا.

## وصلات خارجية
- رومان بومازان على موقع اتحاد أوكرانيا (الإنجليزية)
- رومان بومازان على موقع قاعدة بيانات كرة القدم.إي يو (الإنجليزية)
- رومان بومازان على موقع Soccerway.com (الإنجليزية)